# Toboh Ketek
Toboh Ketek is een bestuurslaag in het regentschap Padang Pariaman van de provincie West-Sumatra, Indonesië. Toboh Ketek telt 1736 inwoners (volkstelling 2010).